# Luis Enrique Rueda
Luis Enrique Rueda (departament de San Rafael, 11 de gener de 1972) és un futbolista argentí, que ocupa la posició de davanter. Començà a destacar a les files de Gimnasia y Tiro. D'ací dona el salt a Europa al fitxar pel CF Extremadura, de la Segona Divisió espanyola. Al club d'Almendralejo hi roman quatre temporades, en les quals hi serà suplent, a la vegada que ho alternava amb estades al seu país. Posteriorment militaria en diversos equips argentins i xilens, com Racing Club de Avellaneda, Quilmes o Universidad de Chile.

## Equips
- 96/97 Gimnasia y Tiro
- 97/01 CF Extremadura
- 1999 Belgrano
- 2000 Talleres de Córdoba
- 00/01 Racing Club de Avellaneda
- 01/02 Universidad de Chile
- 2003 Racing Club de Avellaneda
- 03/04 Gimnasia y Esgrima La Plata
- 2004 Olimpo de Bahía Blanca
- 2005 Quilmes
- 2006 CD La Serena
- 2007 San Martin de Tucumán
- 2007/... Gimnasia y Tiro